# 高槻うどんギョーザ

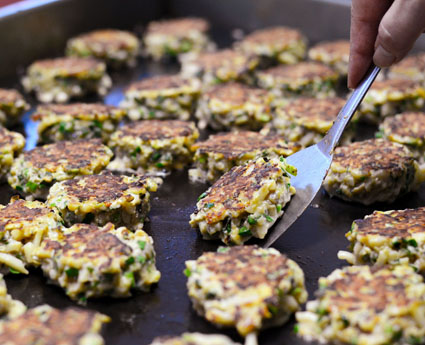
地域イベントでの高槻うどんギョーザ

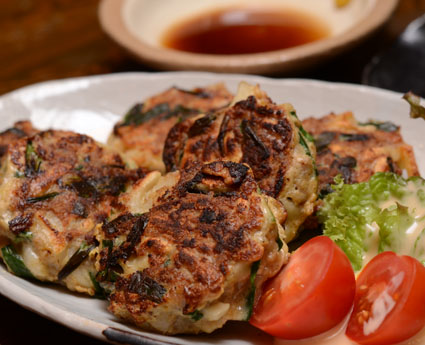
飲食店で提供される高槻うどんギョーザ

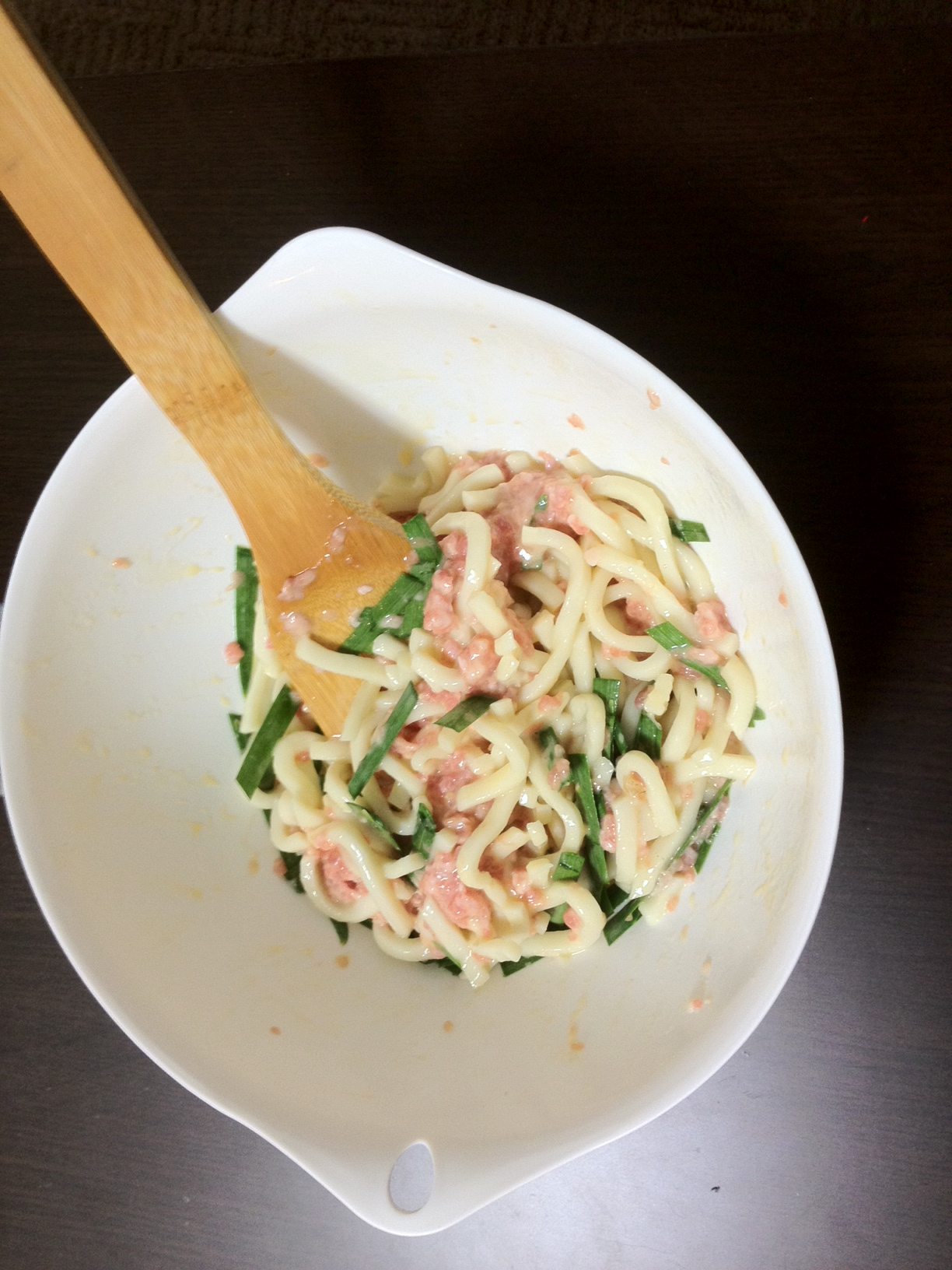
焼く前

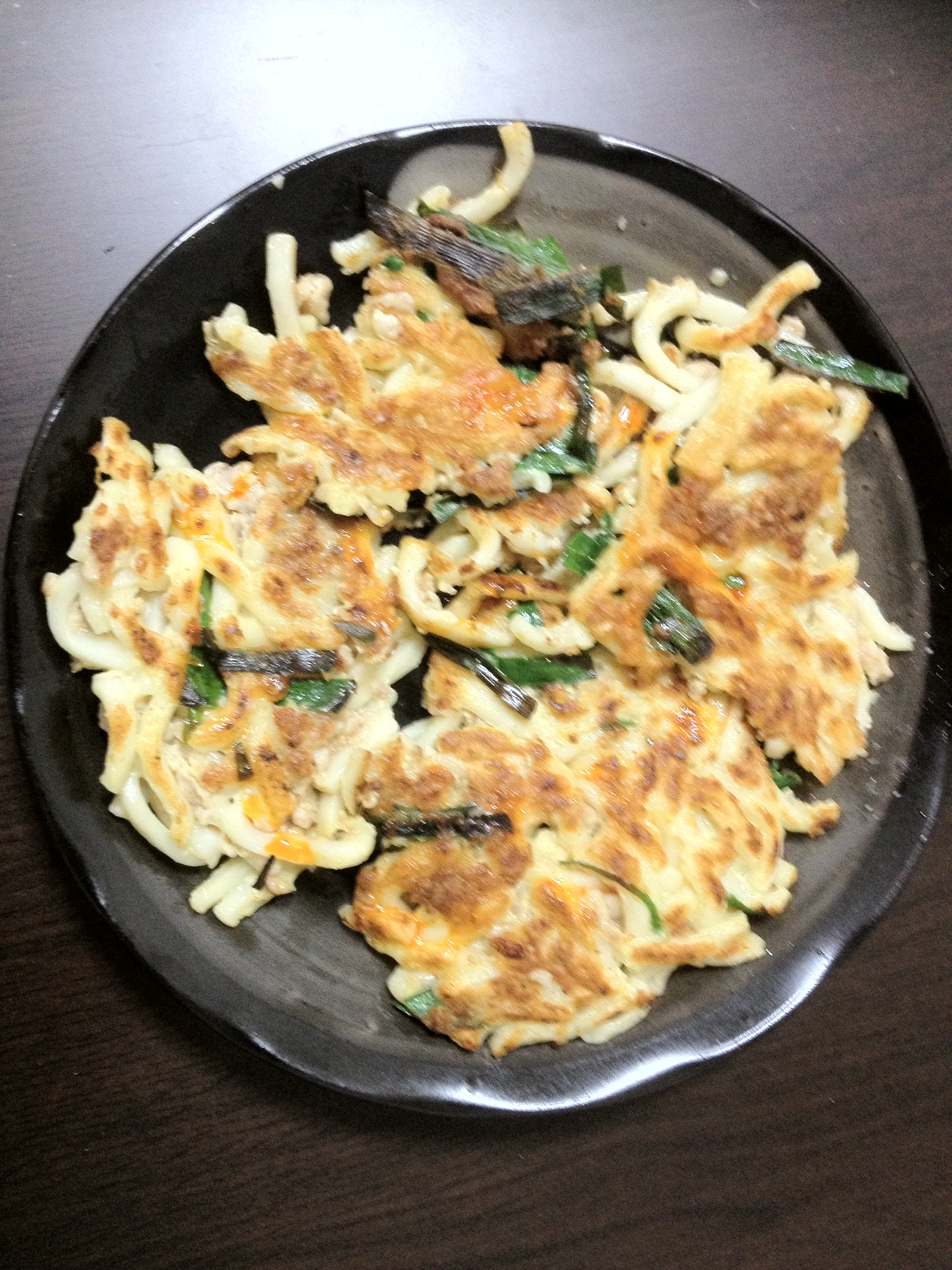
焼いた直後

高槻うどんギョーザ（たかつきうどんギョーザ）とは、大阪府高槻市北部の塚原・南平台・阿武野地区の主婦達により、1980年代頃から「皮で包まない、簡単に作ることのできる餃子」として伝承された家庭料理とされている。

## 概要
うどんと餃子の具を混ぜて小判大に成形して焼いた食品。
「うどん餃子」の呼称で、高槻の家庭や飲食店で伝承されてきたものを、後述の高槻うどんギョーザの会が、地域活性のブランドとして開発した名称が「高槻うどんギョーザ」である。
2023年3月に文化庁の100年フードの「未来の100年フード部門 目指せ、100年!」に認定された。
2023年5月13日から同月14日に高槻市で開催された第81期名人戦第3局において、藤井聡太王将が2日め（14日）の昼食サイドメニューに高槻うどんギョーザを頼んだことで、日本全国的な注目を集めた。

## 作り方
餃子の餡となる具材（ニラ、ひき肉、卵、おろしニンニク、ごま油、塩こしょう）と、茹でうどんを1〜3cm程度に刻んだものを混ぜ合わせ、ホットプレートなどで焼きあげる。普通の餃子と同様に、タレやポン酢をかけて食べる。

## 「高槻うどんギョーザの会」の創設
2008年11月、高槻市民・企業・大学などで構成する「高槻ブランド推進会議」が発足。他地域との優位性や、市民の愛着の持てる地域資源として洗い出したもののひとつが「うどん餃子」であった。
「創る」ブランドとして地域経済の活性化が期待でき、なおかつ食の多様性や食文化の発展につながるものと見込み、ごく一部の高槻市民とごく一部の高槻市内の飲食店経営者により任意団体「高槻うどんギョーザの会」が結成される。
同会の目的は、高槻の地域活性と食文化に貢献すること。具体的な活動内容は、同会加盟の飲食店が連携して地元発祥グルメとして「高槻うどんギョーザ」をブランド化する。地元での祭りや各地域で行われる「ご当地グルメ」イベントへの出展などを通じて高槻をPRして盛り上げること。また、高槻市内小学校での食育活動などを展開している。2016年より同会は、市民ボランティアによる『まちおこし会』、同会加盟店による『のれん会』の2部会の協働により活動・運営している。

## 商標について
「高槻うどんギョーザ」は、高槻うどんギョーザの会の登録商標である。2008年頃まちおこし活動を通じて「高槻うどんギョーザ」がメディアで注目を集め出した際、市外の企業が「高槻うどんギョーザ」の商標登録を申請したことが発覚。企業による商標登録は「高槻市民や高槻の事業者におけるまちおこし活動の制限になりかねない」との懸念から、高槻うどんギョーザの会は、「高槻うどんギョーザ」の呼称を商標登録申請に乗り出した。同団体はこれまでのまちおこし活動の経緯が認められ、「高槻うどんギョーザ」の商標は高槻うどんギョーザの会が管理している。

## 登録・認定
大阪ミュージアム構想の登録物になっている。